# Subdivisions d'Ossétie-du-Nord-Alanie
La république d’Ossétie du Nord-Alanie est divisée en huit raïons et une ville.

## Raïons
1. Alaguirski
2. Ardonski
3. Digorski
4. Irafski
5. Kirovski
6. Mozdokski
7. Pravoberejny
8. Prigorodny

## Ville
1. Vladikavkaz